# Municipio de Silvercreek (Nebraska)
El municipio de Silvercreek (en inglés: Silvercreek Township) es un municipio ubicado en el condado de Dixon en el estado estadounidense de Nebraska. En el año 2010 tenía una población de 111 habitantes y una densidad poblacional de 1,19 personas por km².

## Geografía
El municipio de Silvercreek se encuentra ubicado en las coordenadas 42°34′0″N 96°50′9″O / 42.56667, -96.83583. Según la Oficina del Censo de los Estados Unidos, el municipio tiene una superficie total de 92.91 km², de la cual 92,82 km² corresponden a tierra firme y (0,09 %) 0,09 km² es agua.

## Demografía
Según el censo de 2010, había 111 personas residiendo en el municipio de Silvercreek. La densidad de población era de 1,19 hab./km². De los 111 habitantes, el municipio de Silvercreek estaba compuesto por el 97,3 % blancos, el 1,8 % eran afroamericanos, el 0,9 % eran amerindios. Del total de la población el 0 % eran hispanos o latinos de cualquier raza.